# Confutatio Augustana
Die Confutatio Augustana (lateinisch Widerlegung), eingedeutscht auch Konfutation, ist eine Widerlegung der Confessio Augustana von römisch-katholischer Seite. In der theologischen Literatur wird sie in der Regel kurz Confutatio genannt.
Am 25. Juni 1530 legten die protestantischen Reichsstände auf dem Reichstag zu Augsburg Kaiser Karl V. die im Wesentlichen von Philipp Melanchthon verfasste Confessio Augustana vor, um für die Lehre und Praxis der Kirche in den protestantischen Fürstentümern die Anerkennung zu erhalten. Kaiser Karl V. beauftragte daraufhin 20 papsttreue Theologen, die in Augsburg anwesend waren, mit der Abfassung einer Erwiderung. Federführend war Johannes Eck. Eine erste Fassung der Confutatio wurde jedoch vom Kaiser abgelehnt, da sie sehr polemisch und weitschweifig ausgefallen war. Am 3. August 1530 wurde die endgültige Fassung auf dem Reichstag verlesen. In der Confutatio werden insbesondere die Aussagen der Confessio Augustana zur Bedeutung der guten Werke, zur Kirche und zur Heiligenverehrung zurückgewiesen und es wird eine Rückkehr zur römischen Lehre gefordert. In vielen anderen Punkten stimmt die Confutatio jedoch der Confessio Augustana ausdrücklich zu (Art. 1–3, 5, 8–14, 16–18 u. 20). Kaiser Karl V. verweigerte es, den Protestanten den Wortlaut der Confutatio auszuhändigen. Dennoch verfasste Melanchthon eine Antwort darauf, die Apologie der Confessio Augustana, die 1531 fertiggestellt wurde, dem Kaiser aber nicht mehr vorgelegt werden durfte.

## Textausgabe
- Herbert Immenkötter (Hrsg.): Die Confutatio der Confessio Augustana vom 3. August 1530. Aschendorff, Münster 1980, 2. Auflage 1981, ISBN 978-3-402-03181-0.